# Max Meßner

Max Meßner

Max Meßner (* 11. März 1860 in Berlin; † 24. März 1906 ebenda) war ein deutscher Schriftsteller.

## Leben
Er war der Sohn eines Kaufmannes und ging nach dem Besuch eines Gymnasiums (bis Oberprima) nach dem Willen des Vaters bei einem Kaufmann in die Lehre. Im Winter 1880–1881 reiste er wegen eines Lungenleidens in südliche Länder. Nach dem Tode des Vaters widmete er sich ausschließlich der Schriftstellerei. Sein Grab befindet sich in Berlin auf dem Luisenfriedhof III.

## Werke
- Michael Servet. Historisches Drama in fünf Akten. Bartel, Berlin 1881.
- Joachim von Brandenburg. Schauspiel in fünf Akten. Entsch, Berlin 1892.
- Corpsgeist. Schauspiel in vier Acten. Entsch, Berlin 1897.
- Das steinerne Herz. Dramatisches Märchengedicht in drei Akten. Bloch, Berlin 1901.